# On the Double (Golden Earring)
On the Double is een muziekalbum van The Golden Earrings dat in Nederland uitkwam op 18 april 1969.
Het is het laatste album onder de naam The Golden Earrings (met een 's'). In navolging van The Beatles waagde de Haagse groep zich aan een dubbelelpee, met de toepasselijke titel On the Double. De 19 nummers op het album laten de grootste diversiteit horen die de groep ooit op één plaat bijeenbracht, van poppyachtige deuntjes via akoestische ballads tot stevige rock. On the Double kent zelfs in het slotstuk een unicum in de platengeschiedenis van de band: een pianoballad.

## Nummers
A1: Song of a Devil's Servant (3.44)
A2: Angelina (3.09)
A3: Pam Pam Poope Poope Loux (2.44)
A4: Hurry, Hurry, Hurry (4.21)
B1: My Baby Ruby (3.17)
B2: Judy (1.44)
B3: Goodbye Mama (3.06)
B4: Murdock 9-6182 (3.12)
B5: Just a Little Bit of Peace in My Heart (5.19)
C1: The Sad Story of Sam Stone (2.28)
C2: High in the Sky (3.22)
C3: Remember My Friend (2.58)
C4: Time Is a Book (4.04)
C5: Backbiting Baby (5.37)
D1: I'm a Runnin' (3.25)
D2: I Sing My Song (3.59)
D3: Mitch Mover (3.00)
D4: God Bless the Day (2.41)
D5: The Grand Piano (3.26)
Discografie